# Cratere Minnaert
Minnaert è un grande cratere lunare di 137,31 km situato nella parte sud-occidentale della faccia nascosta della Luna.